# Narcisse Berchère
Narcisse Berchère (* 11. September 1819 in Étampes; † 20. September 1891 in Asnières-sur-Seine) war ein französischer Maler des Orientalismus und Kupferstecher

Warten auf das Einsteigen

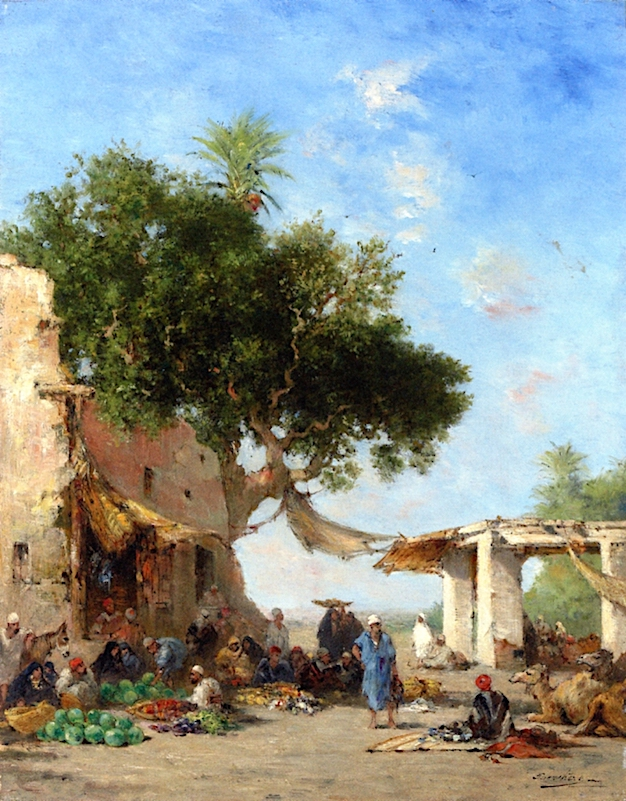
Ein arabischer Marktplatz

## Leben
Narcisse Berchère studierte an der École des beaux-arts in Paris bei Charles-Caïus Renoux und im Atelier von Jean-Charles-Joseph Rémond. 1847 besuchte er die Provence und unternahm eine Studienreise nach Spanien. Von 1849 bis 1850 besuchte er Ägypten, Kleinasien und den griechischen Archipel und schickte seine ersten Gemälde aus Griechenland zum Salon de Paris. 1856 kehrte er nach Ägypten zurück und durchquerte mit seinem Freund Léon Belly die Sinai-Wüste. Die beiden Männer, begleitet von Jean-Léon Gérôme und Auguste Bartholdi, wanderten dann von Juli bis Oktober 1856 das Niltal hinauf. 1860 beauftragte Ferdinand de Lesseps Berchère mit der Darstellung der verschiedenen Abschnitte des Suezkanals. Zu dieser Zeit sandte Berchère viele Briefe an den Schriftsteller und Orientmaler Eugène Fromentin, die 1863 veröffentlicht wurden. 1869 wurde er zur Einweihung des Suezkanals eingeladen. Nach vielen in Nordafrika und im Nahen Osten verbrachten Jahren ließ sich Berchère in Asnières-sur-Seine nieder.

## Werke (Auswahl)
- Venedig, Öl auf Leinwand, 1871, Luxemburg, Villa Vauban, Sammlung Leo Lippmann (Inv.-Nr. 22)[1]